# Forstministerium
Ein Forstministerium ist ein Ministerium im Bereich Forstwirtschaft. Forstministerien sind typisch für Länder, in denen das Forstwesen eine bedeutende Stellung einnimmt. Eng verbunden sind die Ministerien mit den Agenden eines Landwirtschaftsministeriums, Umweltministeriums oder auch Planungsministeriums für den ländlichen Raum.

## Liste
- Deutschland: Bundesministerium für Ernährung und Landwirtschaft
  - Ministerium für Ernährung, Ländlichen Raum und Verbraucherschutz Baden-Württemberg
  - Bayerisches Staatsministerium für Ernährung, Landwirtschaft und Forsten
  - Berlin: Senatsverwaltung für Umwelt, Verkehr und Klimaschutz
  - Hessisches Ministerium für Umwelt, Klimaschutz, Landwirtschaft und Verbraucherschutz
  - Niedersächsisches Ministerium für Ernährung, Landwirtschaft und Verbraucherschutz
  - Ministerium für Umwelt, Landwirtschaft, Natur- und Verbraucherschutz des Landes Nordrhein-Westfalen
  - Ministerium für Umwelt, Energie, Ernährung und Forsten Rheinland-Pfalz
  - Sächsisches Staatsministerium für Umwelt und Landwirtschaft
  - Ministerium für Energiewende, Landwirtschaft, Umwelt, Natur und Digitalisierung des Landes Schleswig-Holstein
  - Thüringer Ministerium für Infrastruktur und Landwirtschaft
- Gambia: Ministerium für Forstwirtschaft und Umwelt (Gambia) (DoSFE)
- Italien: Ministerium für Landwirtschafts-, Ernährungs- und Forstpolitik
- Japan: 農林水産省, Nōrin-suisan-shō (Ministry of Agriculture, Forestry and Fisheries, MAFF)
- Litauen: Forstwirtschaftsministerium der Republik Litauen
- Namibia: Ministry of Agriculture, Water & Forestry (MAWF, Landwirtschaft, Wasser und Forstwirtschaft)
- Rumänien: Ministerul Mediului și Pădurilor (MMP, Romanian Ministry of Environment and Forests)
- Slowenien: Ministrstvo za kmetijstvo, gozdarstvo in prehrano[1] (MKO, Ministry of Agriculture, Forestry and Food; Landwirtschaft, Forst und Ernährung)